# Smile (сингл G-Unit)
«Smile» — четвертий, останній сингл американського реп-гурту G-Unit з дебютного студійного альбому Beg for Mercy.
Ллойд Бенкс є головним артистом, 50 Cent виконує приспів «Be the reason you smile». Сингл видали для привертання уваги до першої сольної платівки Бенкса The Hunger for More, за два місяці до виходу альбому у червні 2004. Як семпл використано «I Too Am Wanting» Syreeta.

## Відеокліп
У кліпі зображено Бенкса з дитинства й до зрілості. Два брати репера грають його у різні моменти життя. Olivia — доросла дівчина. Режисер: Джессі Терреро.

## Чартові позиції
| Чарт (2004)              | Найвища позиція |
| ------------------------ | --------------- |
| US Hot R&B/Hip-Hop Songs | 72              |
| Ірландія                 | 34              |